# Kryptoanalytiker

Die Kunst des Kryptoanalytikers liegt darin, aus dem Geheimtext ohne vorherige Kenntnis des zur Entschlüsselung nötigen geheimen Schlüssels den Klartext zu entziffern

Als Kryptoanalytiker oder Entzifferer (auch: Kryptanalytiker oder Kryptanalyst, englisch cryptanalyst, Codeknacker, Kodeknacker, Kodebrecher oder Codebrecher, englisch codebreaker) bezeichnet man eine Person, die sich (als Teilgebiet der Kryptologie) mit der Entzifferung von Geheimtexten oder der Untersuchung von kryptografischen Verfahren und ihrer Sicherheit befasst.

## Aufgaben
Die traditionelle Aufgabe eines Kryptoanalytikers ist es, Texte, die durch Verschlüsselung eines Klartextes unter Verwendung eines Schlüssels erzeugt wurden, zu untersuchen und ihnen ohne vorherige Kenntnis des Schlüssels soweit möglich ihre Information zu entringen, also sie zu entziffern. Dabei werden Methoden der Kryptanalyse verwendet. Hierzu gehören statistische Auswertungen des Geheimtextes, wie eine Zählung der Buchstabenhäufigkeit, die Mustersuche, die Periodensuche oder die Bestimmung des Koinzidenzindexes.
Diese Tätigkeit des Kryptoanalytikers wird als Entziffern, Aufdecken, Lösen, Mitlesen, Brechen oder umgangssprachlich als Knacken (des Geheimtextes oder des Verfahrens) bezeichnet (siehe auch: Terminologie).
Seit einiger Zeit wenden Kryptografen, also die Entwickler von Verschlüsselungsmethoden, Kerckhoffs’ Prinzip an, laut dem die Sicherheit eines kryptografischen Verfahrens nicht von dessen Geheimhaltung abhängen darf, sondern allein von der Geheimhaltung des Schlüssels. Die Verfahren werden oft standardisiert und viele Jahre weithin verwendet, siehe etwa Data Encryption Standard oder Secure Hash Algorithm. Daher kommt zu den Aufgaben des Kryptoanalytikers auch die Untersuchung von kryptografischen Verfahren auf ihre Sicherheitseigenschaften hinzu. Es geht hierbei einerseits um die Bestätigung der Sicherheit dieser Verfahren und um die Ermittlung der für die Sicherheit notwendigen Parameter, etwa die Mindestanzahl der Verschlüsselungsrunden für ein iteriertes Verschlüsselungsverfahren. Andererseits versuchen Kryptoanalytiker auch, die Verfahren zu brechen, also Methoden zu entwickeln, um die damit verschlüsselten Texte zu entziffern.

## Geschichte

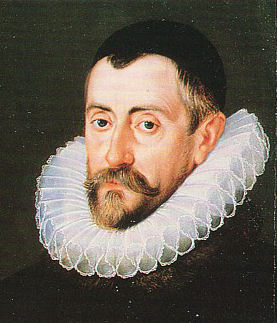
Francis Walsingham begründete den britischen Geheimdienst und schützte seine Königin mithilfe von Codebreakers vor Attentaten (Ölgemälde um 1587)

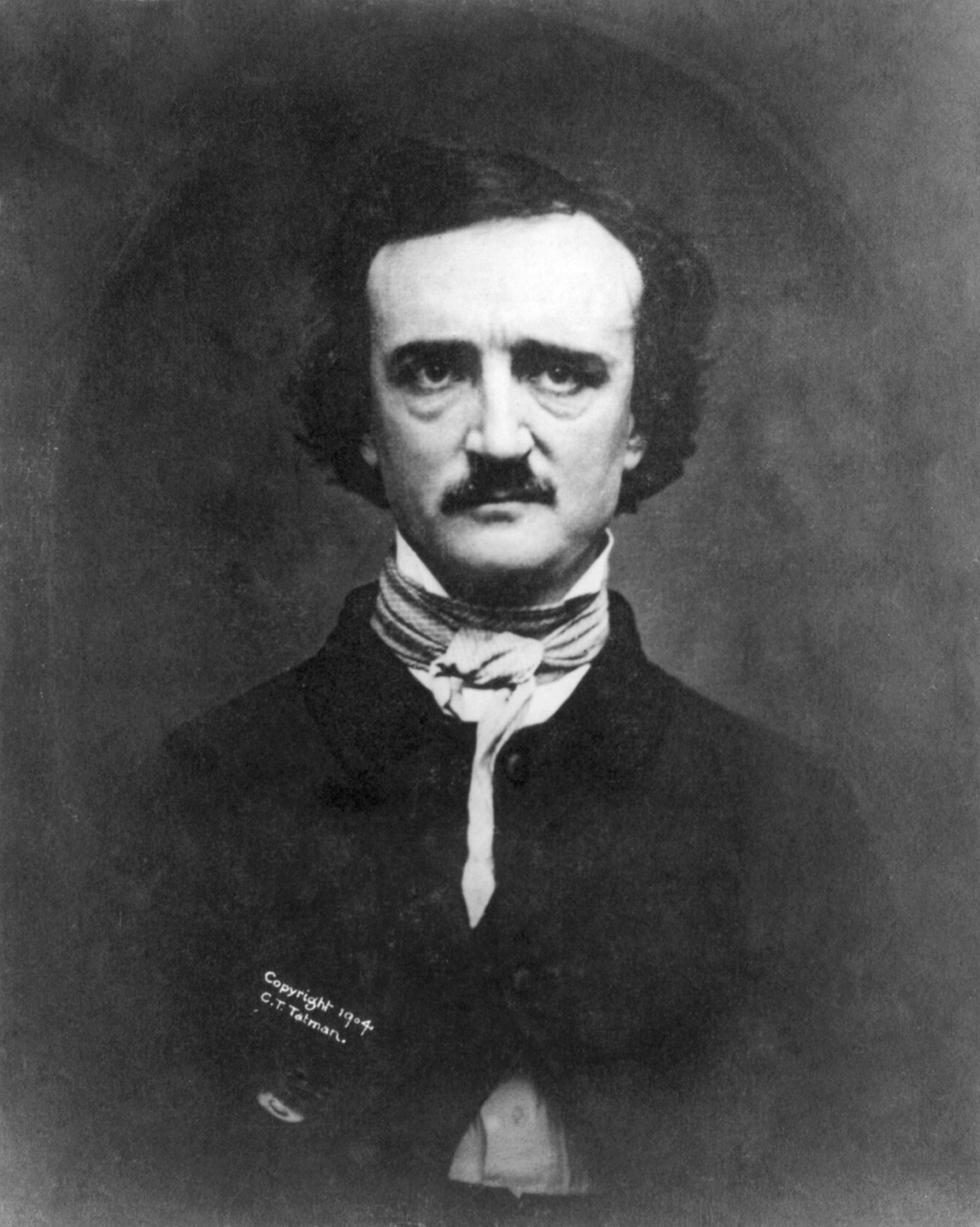
Edgar Allan Poe war Schriftsteller und leidenschaftlicher Codebrecher (Daguerreotypie 1848)

Während der Beruf des Kryptoanalytikers in der heutigen Zeit eher informationstheoretisch orientiert ist und zumeist von Mathematikern und Informatikern ausgeübt wird, waren es in früheren Jahrhunderten oft ausgebildete Sprachwissenschaftler, die mit linguistischen Methoden sowie mit großem sprachlichen Einfühlungsvermögen und Intuition in fremde Chiffren einbrechen konnten. Im einfachsten Fall gelang der Bruch der Verschlüsselung durch Erraten des geheimen Codeworts, das der Verschlüssler nicht selten zu sorglos gewählt hatte. In principio erat verbum („Am Anfang war das Wort“) oder Omnia vincit amor („Stets siegt die Liebe“) sind klassische Beispiele für zwar vergleichsweise lange Schlüsselwörter, die dennoch durch einen erfahrenen Codebrecher sehr schnell erraten werden konnten.
Gebrochene Verschlüsselungen konnten erhebliche politische Auswirkungen nach sich ziehen. Ein Beispiel aus der Geschichte ist das Babington-Komplott, bei dem britische Katholiken eine Verschwörung mit dem Ziel planten, die protestantische englische Königin Elisabeth I. zu ermorden und sie durch die Königin von Schottland, die Katholikin Maria Stuart, zu ersetzen. Durch Abfangen des verschlüsselten Nachrichtenverkehrs der Verschwörer, dessen Entzifferung dem sehr erfahrenen und dennoch heute nahezu völlig unbekannten Thomas Phelippes gelang, konnten die Engländer um Francis Walsingham das Komplott aufdecken und die Verschwörer enttarnen. Dies führte schließlich zur Hinrichtung von Maria Stuart.
Ein anderer Kryptoanalytiker, der jedoch dank seiner literarischen Verdienste nicht in Vergessenheit geriet, ist der amerikanische Schriftsteller Edgar Allan Poe. Berühmt ist seine Kurzgeschichte The Gold Bug (Der Goldkäfer), in der dem Erzähler Legrand die Entzifferung eines geheimnisvollen Zeichencodes gelingt, der sich als Wegweiser zu einem verborgenen Schatz des Piraten Captain Kidd entpuppt. Poe selbst war leidenschaftlicher Codebrecher, der unter anderem seine Leser dazu aufforderte, ihm verschlüsselte Botschaften zu schicken, die er mit Geschick und Erfahrung und zum Erstaunen seiner Anhänger scheinbar mühelos entzifferte, ebenso wie verschlüsselte Liebesbotschaften aus der britischen Tageszeitung The Times.
Zu Beginn des zwanzigsten Jahrhunderts gelang es einem französischen Kryptoanalytiker, die von den deutschen Militärs im Ersten Weltkrieg mittels der drahtlosen Telegrafie übermittelten, geheimen Nachrichten zu brechen. An der deutschen Westfront wurde, vom 1. März 1918 an, die ADFGX-Verschlüsselung zur Geheimhaltung der eigenen Funksprüche benutzt. Dem französischen Artillerie-Offizier Georges Jean Painvin glückte dennoch die Entzifferung. Damit trug er maßgeblich dazu bei, dass es deutschen Soldaten im Ersten Weltkrieg nicht gelang, Paris einzunehmen. Dies fasste er auch selbst als seine größte Lebensleistung auf.
Die wichtigsten und berühmtesten Kryptoanalytiker in der Geschichte der Menschheit sind zweifellos die Codebreaker von Bletchley Park, denen es, aufbauend auf polnischen Vorarbeiten, dank ihrer intellektuellen Leistungsfähigkeit sowie unter Verwendung spezieller kryptanalytischer Maschinen (Turing-Bombe und Colossus) und mit hohem Personaleinsatz gelang, den deutschen Nachrichtenverkehr im Zweiten Weltkrieg zu entziffern und damit wesentlich zur Entscheidung des Krieges beizutragen. Auf der Website von Bletchley Park gibt es eine Ehrenrolle (Roll of Honour) für verdiente Codebreaker.

## Berühmte Kryptoanalytiker
- al-Kindī (um 800–873) – beschrieb die Häufigkeitsanalyse als Methode zum Bruch monoalphabetischer Substitutionen
- William Friedman (1891–1969) – Vater der amerikanischen Kryptologie
- Friedrich Wilhelm Kasiski (1805–1881) – brach die Vigenère-Chiffre
- Dillwyn Knox (1884–1943) – knackte als einer der ersten Briten die deutsche ENIGMA
- Agnes Meyer Driscoll (1889–1971) – brach seit den 1920er-Jahren zahlreiche japanische Verfahren
- Georges Painvin (1886–1980) – brach im Ersten Weltkrieg das deutsche ADFGX-Verfahren
- Marian Rejewski (1905–1980) – schuf bereits 1932 die Grundlagen zum Bruch der ENIGMA
- Claude Shannon (1916–2001) – formulierte die Maxime „Der Feind kennt das benutzte System“
- Alan Turing (1912–1954) – entwickelte die nach ihm benannte kryptanalytische „Knackmaschine“ (Turing-Bombe) gegen die ENIGMA
- Bill Tutte (1917–2002) – klärte den deutschen Schlüssel-Zusatz (Lorenz SZ 40) auf
- Gordon Welchman (1906–1985) – verbesserte die Turing-Bombe durch Entwicklung des diagonal board